# Primera divisió espanyola de futbol 2000-2001
La temporada 2000/01 de la Primera Divisió espanyola de futbol (70a edició) va començar el 9 de setembre de 2000 i va acabar el 17 de juny de 2001.
El Reial Madrid va conquistar la seva 28a lliga.

## Classificació general
La classificació final del campionat va ser:
| Posició | Equip               | J  | G  | E  | P  | GF | GC | DG  | PTS. |
| ------- | ------------------- | -- | -- | -- | -- | -- | -- | --- | ---- |
| 1       | Reial Madrid        | 38 | 24 | 8  | 6  | 81 | 40 | 41  | 80   |
| 2       | Deportivo           | 38 | 22 | 7  | 9  | 73 | 44 | 29  | 73   |
| 3       | RCD Mallorca        | 38 | 20 | 11 | 7  | 61 | 43 | 18  | 71   |
| 4       | FC Barcelona        | 38 | 17 | 12 | 9  | 80 | 57 | 23  | 63   |
| 5       | València CF         | 38 | 18 | 9  | 11 | 55 | 34 | 21  | 63   |
| 6       | Celta de Vigo       | 38 | 16 | 11 | 11 | 51 | 49 | 2   | 59   |
| 7       | Vila-real CF        | 38 | 16 | 9  | 13 | 58 | 52 | 6   | 57   |
| 8       | Málaga CF           | 38 | 16 | 8  | 14 | 60 | 61 | -1  | 56   |
| 9       | RCD Espanyol        | 38 | 14 | 8  | 16 | 46 | 44 | 2   | 50   |
| 10      | Alavés              | 38 | 14 | 7  | 17 | 58 | 59 | -1  | 49   |
| 11      | UD Las Palmas       | 38 | 13 | 7  | 18 | 42 | 62 | -20 | 46   |
| 12      | Rayo Vallecano      | 38 | 10 | 13 | 15 | 56 | 68 | -12 | 43   |
| 13      | Athletic de Bilbao  | 38 | 11 | 10 | 17 | 44 | 60 | -16 | 43   |
| 14      | Reial Societat      | 38 | 11 | 10 | 17 | 52 | 68 | -16 | 43   |
| 15      | Osasuna             | 38 | 10 | 12 | 16 | 43 | 54 | -11 | 42   |
| 16      | Real Valladolid     | 38 | 9  | 15 | 14 | 42 | 50 | -8  | 42   |
| 17      | Real Zaragoza       | 38 | 9  | 15 | 14 | 54 | 57 | -3  | 42   |
| 18      | Real Oviedo         | 38 | 11 | 8  | 19 | 51 | 67 | -16 | 41   |
| 19      | Racing de Santander | 38 | 10 | 9  | 19 | 48 | 62 | -14 | 39   |
| 20      | Numancia            | 38 | 10 | 9  | 19 | 40 | 64 | -24 | 39   |

| Lliga de Campions | Qualificació a la Lliga de Campions | Copa de la UEFA | Copa Intertoto | Descens |

Llegenda: J-partits jugats, G-guanyats, E-empatats, P-perduts, GF-gols a favor, GC-gols en contra, DG-diferència de gols, PTS-punts

## Resultats
- Lliga de Campions: Reial Madrid, Deportivo
- Qualificació a la Lliga de Campions: RCD Mallorca, FC Barcelona
- Copa de la UEFA: València CF, Celta de Vigo i Real Zaragoza
- Descensos: Racing de Santander, Numancia, Real Oviedo
- Ascensos: Sevilla FC, Betis, CD Tenerife

## Màxims golejadors
| Raúl González    | Real Madrid         | 24 |
| Rivaldo          | Barcelona           | 23 |
| Javier Moreno    | Alavés              | 22 |
| Diego Tristán    | Deportivo La Coruña | 19 |
| Patrick Kluivert | Barcelona           | 18 |